# Dr.Izzy
『Dr.Izzy』（ドクター・イジー）は、日本のバンドUNISON SQUARE GARDENの6作目のフルアルバム。2016年7月6日にトイズファクトリーより発売。

## 概要
- 前作『DUGOUT ACCIDENT』より1年ぶり、オリジナルアルバムとしては『Catcher In The Spy』以来1年10ヶ月ぶりのフルアルバム。前作以降のシングル表題曲「シュガーソングとビターステップ」や、海外ドラマ『ザ・ラストシップ』の日本版エンディングテーマとして2015年10月からテレビ放映されていた「パンデミックサドンデス」などを含む全12曲を収録。

- 前年に発売したシングル「シュガーソングとビターステップ」のスマッシュヒットが本作にも影響を与えており、田淵曰く「この人たち変わる気ないんだな、と拍子抜けさせる」アルバムを狙った。

- 初回限定盤には、2016年1月28日にNHKホールで開催された「UNISON SQUARE GARDEN TOUR 2015-2016 “プログラムcontinued”」のライブ音源CD2枚組を封入。また、初回限定盤・通常盤初回生産分には「UNISON SQUARE GARDEN TOUR 2016 “Dr.Izzy”」ライブチケット（新潟LOTS〜市川市文化会館）の特別先行予約抽選ナンバーを封入。

- 収録されたシングルが1曲のみのアルバムは、2ndアルバムの『JET CO.』以来となる。また、スペシャルアルバムの『DUGOUT ACCIDENT』を除く、シングルを含めたオリジナル作品でジャケットがイラストとなったのは『Populus Populus』以来となる。

- 本アルバムの公開記念として、2016年6月30日〜7月12日の間に期間限定で「オリオンをなぞる」「流星のスコール」「リニアブルーを聴きながら」「桜のあと (all quartets lead to the?)」「harmonized finale」「シュガーソングとビターステップ」「徹頭徹尾夜な夜なドライブ」のMVのフルバージョンが公開された。

## 楽曲について
※シングル表題曲はリンク先を参照。
エアリアルエイリアン
変拍子で構成されている。田淵曰く「アルバムの頭で意外性を狙った」楽曲。SEは小林康太によって製作されている。
アトラクションがはじまる (they call it “NO.6”）
発売前の2016年7月1日にYouTubeでMVが公開された。アルバム発売前にシングル表題曲を含まない複数曲のMVが新しく制作、公開されるのは初の事である。
「NO.6」の部分は、本作品が6枚目のアルバムであることにかけられている。
MVの劇中に『スカースデイル』でも登場した「デイルくん」が出演している。
オトノバ中間試験
ファンクラブライブ「UNICITY Vol.1」で初披露され、「UNISON SQUARE GARDEN TOUR 2015-2016 “プログラムcontinued”」でも新曲として披露されていた。アルバムに収録されるまで、楽曲のタイトルはファンクラブの会報誌のみで公開されていた。
Dragon AshとUNISON SQUARE GARDENの超絶臨場感VRライブを堪能できる、株式会社NTTドコモによるイベント“LIVE for YOU”にて、「オトノバ中間試験」MUSIC VIDEO (VR version)が期間限定公開されていた。
パンデミックサドンデス
発売前の2016年5月13日にYouTubeでMVが公開された。ファンクラブライブ「UNICITY Vol.1.5」の赤坂公演にて撮影されたものである。
8月、昼中の流れ星と飛行機雲
本格のバラード枠。2008年リリースのミニアルバム「流星前夜」に収録の「2月、白昼の流れ星と飛行機雲」の続編に当たる曲。漫画「ひるなかの流星」のオマージュソングである。
mix juiceのいうとおり
シンガーソングライターのイズミカワソラがキーボード・コーラスとして参加しており、発売前の2016年6月14日にYouTubeでMVが公開された。MVにはイズミカワも出演している。

## 収録曲について

### CD Disc1
| 全作詞・作曲: 田淵智也、全編曲: UNISON SQUARE GARDEN。 |                                                                                    |          |            |      |
| #                                                      | タイトル                                                                           | 作詞     | 作曲・編曲 | 時間 |
| 1.                                                     | 「エアリアルエイリアン」                                                           | 田淵智也 | 田淵智也   | 2:35 |
| 2.                                                     | 「アトラクションがはじまる (they call it “NO.6”)」                                 | 田淵智也 | 田淵智也   | 3:58 |
| 3.                                                     | 「シュガーソングとビターステップ」(テレビアニメ『血界戦線』エンディングテーマ)     | 田淵智也 | 田淵智也   | 4:13 |
| 4.                                                     | 「マイノリティ・リポート (darling, I love you)」                                   | 田淵智也 | 田淵智也   | 3:28 |
| 5.                                                     | 「オトノバ中間試験」                                                               | 田淵智也 | 田淵智也   | 4:51 |
| 6.                                                     | 「マジョリティ・リポート (darling, I love you)」                                   | 田淵智也 | 田淵智也   | 3:47 |
| 7.                                                     | 「BUSTER DICE MISERY」                                                             | 田淵智也 | 田淵智也   | 3:47 |
| 8.                                                     | 「パンデミックサドンデス」(海外ドラマ『ザ・ラストシップ』日本版エンディングテーマ) | 田淵智也 | 田淵智也   | 4:33 |
| 9.                                                     | 「8月、昼中の流れ星と飛行機雲」                                                    | 田淵智也 | 田淵智也   | 4:31 |
| 10.                                                    | 「フライデイノベルス」                                                             | 田淵智也 | 田淵智也   | 3:14 |
| 11.                                                    | 「mix juiceのいうとおり」                                                          | 田淵智也 | 田淵智也   | 4:49 |
| 12.                                                    | 「Cheap Cheap Endroll」                                                            | 田淵智也 | 田淵智也   | 2:14 |
| 合計時間:                                              | 合計時間:                                                                          | 46:05    |            |      |

### CD Disc2、Disc3（初回限定盤）
UNISON SQUARE GARDEN TOUR 2015-2016 “プログラムcontinued” at NHKホール 2016.01.28

#### Disc2
| #         | タイトル                                 | 作詞  | 作曲・編曲 | 時間 |
| --------- | ---------------------------------------- | ----- | ---------- | ---- |
| 1.        | 「さわれない歌」                         |       |            | 5:44 |
| 2.        | 「kid, I like quartet」                  |       |            | 4:39 |
| 3.        | 「コーヒーカップシンドローム」           |       |            | 4:08 |
| 4.        | 「天国と地獄」                           |       |            | 4:03 |
| 5.        | 「きみのもとへ」                         |       |            | 5:04 |
| 6.        | 「流星のスコール」                       |       |            | 5:10 |
| 7.        | 「オトノバ中間試験」                     |       |            | 4:46 |
| 8.        | 「シューゲイザースピーカー」             |       |            | 3:58 |
| 9.        | 「桜のあと (all quartets lead to the?)」 |       |            | 4:44 |
| 10.       | 「オリオンをなぞる」                     |       |            | 5:55 |
| 合計時間: | 合計時間:                                | 48:11 |            |      |

#### Disc3
| #         | タイトル                                              | 作詞  | 作曲・編曲 | 時間 |
| --------- | ----------------------------------------------------- | ----- | ---------- | ---- |
| 11.       | 「チャイルドフッド・スーパーノヴァ」                  |       |            | 3:33 |
| 12.       | 「夕凪、アンサンブル」                                |       |            | 6:35 |
| 13.       | 「誰かが忘れているかもしれない僕らに大事な001のこと」 |       |            | 4:40 |
| 14.       | 「シャンデリア・ワルツ」                              |       |            | 5:29 |
| 15.       | 「パンデミックサドンデス」                            |       |            | 4:54 |
| 16.       | 「ドラムソロ」                                        |       |            | 3:34 |
| 17.       | 「徹頭徹尾夜な夜なドライブ」                          |       |            | 4:38 |
| 18.       | 「シュガーソングとビターステップ」                    |       |            | 4:42 |
| 19.       | 「場違いハミングバード」                              |       |            | 4:51 |
| 20.       | 「プログラムcontinued」                               |       |            | 5:23 |
| 21.       | 「黄昏インザスパイ」                                  |       |            | 4:45 |
| 22.       | 「箱庭ロック・ショー」                                |       |            | 4:29 |
| 23.       | 「ガリレオのショーケース」                            |       |            | 6:06 |
| 合計時間: | 合計時間:                                             | 63:39 |            |      |

## 演奏
- 神佐澄人
  - Organ (#2.3)
  - Electric Piano (#3)
- イズミカワソラ：Piano & Chorus (#11)
- 小林康太
  - SE Engineer (#1)
  - Voice SE Engineer (#3)